# Asia Cruise
Asia Vernimo Cruise (11 de fevereiro de 1990) mais conhecida como Asia Cruise, é uma cantora americana de R&B e pop. Ficou famosa após seu primeiro single Selfish em 2007.

## Biografia
Asia Cruise nasceu de pai filipino, americano-africano e americano-indiano, descendente e da primeira geração de cabo-verdiano americano por parte de mãe. Quando ela tinha 10 anos, ela foi para um acampamento de verão de teatro para jovens e foi lá que ela atuou sua primeira performance e após sua apresentação ela viu que gostaria de se tornar cantora. Ela se juntou a Jive Records, que promoveu seu primeiro single Selfish de um jeito totalmente diferente. Com medo de ser um fracasso, ela tomou a decisão de revelar seu rosto somente após o lançamento de seu videoclipe, que tornou seu maior sucesso.

## Discografia

### Álbuns
- Who Is Asia Cruise?

## Ligações Externas
- Facebook Oficial
- Myspace Oficial
- Twitter Oficial
- Instagram Oficial
- SoundClound Oficial